# 1989–1990-es magyar női kosárlabda-bajnokság
Az 1989–1990-es magyar női kosárlabda-bajnokság az ötvenharmadik magyar női kosárlabda-bajnokság volt. Húsz csapat indult el, a csapatok az előző évi szereplés alapján két csoportban (A csoport: 1-10. helyezettek, B csoport: 11-17. helyezettek plusz a három feljutó) két kört játszottak. Az alapszakasz után az A csoport 1-6. helyezettjei és a B csoport 5-10. helyezettjei az addigi pontjaikat megtartva egymással, az A csoport 7-10. és a B csoport 1-4. helyezettjei az egymás elleni eredményeiket megtartva a másik csoportból jövőkkel újabb két kört játszottak. Ezután a csapatok a középszakaszban kialakult helyezések alapján play-off rendszerben játszottak a végső helyezésekért.
A Bp. Spartacus az alapszakasz 16. fordulója után visszalépett.
A Szekszárdi Dózsa új neve Szekszárdi KSC lett.

## Alapszakasz

### A csoport
| #   | Csapat                      | M  | Gy | V  | K+   | K-   | P  | Megjegyzés   |
| --- | --------------------------- | -- | -- | -- | ---- | ---- | -- | ------------ |
| 1.  | BSE                         | 18 | 16 | 2  | 1261 | 1134 | 34 |              |
| 2.  | Tungsram SC                 | 18 | 15 | 3  | 1410 | 1207 | 33 |              |
| 3.  | Soproni VSE                 | 18 | 11 | 7  | 1372 | 1381 | 29 |              |
| 4.  | BEAC-Gépszev                | 18 | 10 | 8  | 1417 | 1330 | 28 |              |
| 5.  | MTK-VM                      | 18 | 8  | 10 | 1365 | 1324 | 26 |              |
| 6.  | Szarvasi Főiskola Medosz SE | 18 | 8  | 10 | 1222 | 1198 | 26 |              |
| 7.  | Szekszárdi KSC              | 18 | 5  | 13 | 1123 | 1316 | 26 |              |
| 8.  | Kecskeméti SC               | 18 | 5  | 13 | 1194 | 1301 | 23 |              |
| 9.  | Pécsi VSK                   | 18 | 4  | 14 | 1234 | 1380 | 22 |              |
| 10. | Bp. Spartacus               | 18 | 8  | 10 | 1172 | 1195 | 24 | Visszalépett |

### B csoport
| #   | Csapat                   | M  | Gy | V  | K+   | K-   | P  |
| --- | ------------------------ | -- | -- | -- | ---- | ---- | -- |
| 11. | Szeged SC                | 18 | 14 | 4  | 1417 | 1278 | 32 |
| 12. | Alba Regia Építők        | 18 | 13 | 5  | 1403 | 1323 | 31 |
| 13. | Soproni Postás           | 18 | 13 | 5  | 1224 | 1078 | 31 |
| 14. | Diósgyőri VTK            | 18 | 11 | 7  | 1438 | 1369 | 29 |
| 15. | MÁV Nagykanizsai TE      | 18 | 11 | 7  | 1291 | 1236 | 29 |
| 16. | BKV Előre                | 18 | 9  | 9  | 1328 | 1330 | 27 |
| 17. | Sabaria SE               | 18 | 6  | 12 | 1234 | 1309 | 24 |
| 18. | Egis-OSC                 | 18 | 5  | 13 | 1278 | 1373 | 23 |
| 19. | Ikarus SE                | 18 | 5  | 13 | 1139 | 1313 | 23 |
| 20. | Testnevelési Főiskola SE | 18 | 3  | 15 | 1151 | 1294 | 21 |

* M: Mérkőzés Gy: Győzelem V: Vereség K+: Dobott kosár K-: Kapott kosár P: Pont

## Középszakasz

### 1–6. helyért
| #  | Csapat                      | M  | Gy | V  | K+   | K-   | P  |
| -- | --------------------------- | -- | -- | -- | ---- | ---- | -- |
| 1. | BSE                         | 28 | 22 | 6  | 1937 | 1395 | 50 |
| 2. | Tungsram SC                 | 28 | 22 | 6  | 2225 | 1426 | 50 |
| 3. | BEAC-Gépszev                | 28 | 18 | 10 | 2235 | 1615 | 46 |
| 4. | MTK-VM                      | 28 | 13 | 15 | 2129 | 1636 | 41 |
| 5. | Szarvasi Főiskola Medosz SE | 28 | 12 | 16 | 1891 | 1492 | 40 |
| 6. | Soproni VSE                 | 28 | 11 | 17 | 2054 | 1471 | 39 |

### 7–13. helyért
| #   | Csapat            | M  | Gy | V | K+  | K-  | P  |
| --- | ----------------- | -- | -- | - | --- | --- | -- |
| 7.  | Pécsi VSK         | 12 | 9  | 3 | 904 | 811 | 21 |
| 8.  | Kecskeméti SC     | 12 | 7  | 5 | 825 | 827 | 19 |
| 9.  | Soproni Postás    | 12 | 7  | 5 | 825 | 827 | 19 |
| 10. | Szekszárdi KSC    | 12 | 6  | 6 | 838 | 854 | 18 |
| 11. | Szeged SC         | 12 | 5  | 7 | 889 | 920 | 17 |
| 12. | Alba Regia Építők | 12 | 4  | 8 | 880 | 948 | 16 |
| 13. | Diósgyőri VTK     | 12 | 4  | 8 | 911 | 988 | 16 |

### 14–19. helyért
| #   | Csapat                   | M  | Gy | V  | K+   | K-   | P  |
| --- | ------------------------ | -- | -- | -- | ---- | ---- | -- |
| 14. | MÁV Nagykanizsai TE      | 28 | 16 | 12 | 1963 | 1877 | 44 |
| 15. | BKV Előre                | 28 | 14 | 14 | 2035 | 2049 | 42 |
| 16. | Sabaria SE               | 28 | 12 | 16 | 1931 | 2018 | 40 |
| 17. | Egis-OSC                 | 28 | 10 | 18 | 2038 | 2091 | 38 |
| 18. | Ikarus SE                | 28 | 9  | 19 | 1807 | 2000 | 37 |
| 19. | Testnevelési Főiskola SE | 28 | 8  | 20 | 1787 | 1948 | 36 |

* M: Mérkőzés Gy: Győzelem V: Vereség K+: Dobott kosár K-: Kapott kosár P: Pont

## Rájátszás

### 1–4. helyért
Elődöntő: BSE–MTK-VM 71–61, 42–72, 64–65 és Tungsram SC–BEAC-Gépszev 61–82, 65–57, 68–69
Döntő: BEAC-Gépszev–MTK-VM 99–72, 92–90
3. helyért: BSE–Tungsram SC 65–68, 69–80

### 5–8. helyért
5–8. helyért: Szarvasi Főiskola Medosz SE–Kecskeméti SC 71–70, 78–77 és Soproni VSE–Pécsi VSK 79–68, 86–88, 94–79
5. helyért: Szarvasi Főiskola Medosz SE–Soproni VSE 81–73, 55–80, 73–63
7. helyért: Pécsi VSK–Kecskeméti SC 89–75, 75–73

### 9–12. helyért
9–12. helyért: Soproni Postás–Alba Regia Építők 88–58, 80–81, 100–60 és Szekszárdi KSC–Szeged SC 75–72, 58–69, 87–65
9. helyért: Soproni Postás–Szekszárdi KSC 82–77, 87–70
11. helyért: Szeged SC–Alba Regia Építők 77–58, 84–79

### 13–15. helyért
13–15. helyért: MÁV Nagykanizsai TE–BKV Előre 62–70, 53–93
13. helyért: Diósgyőri VTK–BKV Előre 73–55, majd DVTK kétszer nem állt ki

### 16–19. helyért
16–19. helyért: Sabaria SE–Testnevelési Főiskola SE 78–64, 64–49 és Egis-OSC–Ikarus SE 84–62, 63–77, 82–72
16. helyért: Sabaria SE–Egis-OSC 77–70, 83–67
18. helyért: Ikarus SE–Testnevelési Főiskola SE 55–84, 69–71